# Sally A. Meyer
Sally A. Meyer ( 1931 - 2008 ) fue una profesora, micóloga, y botánica estadounidense. Desarrolló actividades académicas en el Departamento de Biología de la Universidad Estatal de Georgia, Atlanta.

## Algunas publicaciones
- 1978. Systematics of Hanseniaspora Zikes and Kloeckera Janke

- frank j. Roth, donald g. Ahearn, jack w. Fell, samuel p.Meyers, sally a. Meyer. 1962. Ecology and taxonomy of yeasts isolated from various marine substrates. ASLO 7 (2): 178-185 en línea

- La abreviatura «S.A.Mey.» se emplea para indicar a Sally A. Meyer como autoridad en la descripción y clasificación científica de los vegetales.[1]